# Alcalde
Alcalde (deutsch: Alkalde) ist die spanische Amtsbezeichnung eines Bürgermeisters einer Stadt. Gemeindevorsteher sonstiger Ortschaften werden in Spanien Alcalde pedáneo genannt.
Im deutschen Sprachgebrauch wird der Titel in deutscher und spanischer Schreibweise vor allem in Opern und Filmen als Nicht-Übersetzung aus dem Spanischen verwendet, beispielsweise in Die Macht des Schicksals von Giuseppe Verdi und in Der Corregidor von Hugo Wolf. In ehemaligen spanischen Kolonien Lateinamerikas wird der lokale Oberste Richter auch heute noch Alcalde Mayor genannt; so z. B. in Kolumbien, Venezuela oder in Panama.
Ebenso wie „Richter“ im Deutschen als Nachname vorkommt, kommt „Alcalde“ in spanischsprachigen Ländern als Familienname vor.
In Portugal bestand die Bezeichnung im Mittelalter in der Schreibweise „Alcaide“ und wurde danach in dieser Form nicht mehr gebraucht.

## Historischer Begriff
Die historischen Wurzeln des Begriffes gehen zurück bis in das Mittelalter. Die Bezeichnung Alcalde kommt aus dem arabischen القاضي / al-qāḍī / ‚der Richter‘. Im 11. Jahrhundert schufen die Könige in Nordspanien und Portugal die Einrichtung des Alkalden, als Richter zur Rechtsprechung in den Städten. Diese Alkalden wurden direkt vom König ernannt. Eines der ersten Rechte der freien Städte war es, einen eigenen Alkalden aus der Mitte der Bürgerschaft zu wählen.
Im 15. und 16. Jahrhundert wurden in Spanien die ersten Stadträte gebildet (consejos municipales, cabildos oder ayuntamientos). Die Entscheidungsgewalt ging von der Bürgerversammlung auf die Vertretung der Bürger über. Diese Vertretungen bestanden einerseits aus den Regidores oder Concejales, den Bürgervertretern, aber auch aus den Amtsträgern der Stadt, z. B. dem Alguacil, dem Polizeichef oder Gerichtsvollzugsbeamten, den Escribanos, den Stadtschreibern und eben auch dem Alcalde, dem gewählten Richter. In diesen Versammlungen führte der Alkalde den Vorsitz. So wandelte sich die Amtsbezeichnung von der eigentlichen Tätigkeit des Richters zur Tätigkeit als Vorsitzender des Stadtrates und damit auch der Stadtverwaltung. In Spanien hat der Alcalde heute keinerlei Funktionen im Bereich der Rechtsprechung.

## Alcalde im heutigen Spanien
Die Verfassung des Königreiches Spanien von 1978 garantiert im Artikel 140 die kommunale Selbstverwaltung. In dem gleichen Artikel wird festgelegt, dass die Mitglieder des Gemeinderates durch die Bürger der Gemeinde in allgemeiner, gleicher, freier, direkter und geheimer Wahl bestimmt werden und der Bürgermeister durch die Mitglieder des Gemeinderates oder direkt durch die Bürger gewählt wird. Kommunalwahlen finden in Spanien alle vier Jahre statt.
Das Nähere zur Wahl des Bürgermeisters ist in Art. 196 des Ley Orgánica del Régimen Electoral General (LOREG) geregelt. Danach erfolgt die Wahl des Bürgermeisters in der konstituierenden Sitzung des Gemeinderates. Es findet nur ein Wahlgang statt. Kandidieren können nur die Gemeinderatsmitglieder, die bei der Wahl zum Gemeinderat auf dem ersten Platz der Liste ihrer Partei oder Wählergruppe standen (also die „Spitzenkandidaten“). Erreicht bei der Wahl ein Bewerber die absolute Mehrheit der gesetzlichen Zahl der Mitglieder des Gemeinderats, ist dieser zum Bürgermeister gewählt. Ergibt sich keine absolute Mehrheit wird der Spitzenkandidat derjenigen Liste, auf die bei der Wahl zum Gemeinderat die meisten Stimmen entfallen sind, zum Bürgermeister ernannt.
Bsp.: Gemeinderat bestehend aus 13 Mitgliedern. Bei der Wahl zum Gemeinderat entfielen auf die A-Partei die meisten Stimmen. Sitzverteilung: A-Partei 5, B-Partei 4, C-Partei 2, D-Partei 2.
Variante 1: B-, C- und D-Partei unterstützen bei der Wahl des Bürgermeisters den Spitzenkandidaten der B-Partei, auf den damit acht Stimmen entfallen, womit er gewählt ist.
Variante 2: Der Spitzenkandidat der B-Partei wird bei der Wahl zum Bürgermeister nur von der C-Partei unterstützt. Er erhält damit sechs Stimmen. Die Ratsmitglieder der A- und der D-Partei wählen jeweils ihren eigenen Spitzenkandidaten, sodass auf diese fünf (A) bzw. zwei (D) Stimmen entfallen. Der Spitzenkandidat der B-Partei hat damit die meisten Stimmen erhalten. Da er jedoch nicht die absolute Mehrheit erreicht hat, wird der Spitzenkandidat der A-Partei Bürgermeister, da diese bei der Wahl zum Gemeinderat stärkste Kraft war.
Lediglich in Gemeinden, in denen kein Gemeinderat existiert, sondern dessen Funktion von der Einwohnerversammlung wahrgenommen wird (Concejo abierto), wird der Bürgermeister am Tag der allgemeinen Kommunalwahlen direkt von der Bevölkerung gewählt.
In dem Gesetz 7/1985, vom 2. April, das die Grundlagen der Lokalverwaltung in Spanien regelt, sind im Artikel 21 die Aufgaben des Alcalden festgelegt. Diese sind unter anderem:
- Er leitet die städtische Verwaltung
- Er repräsentiert die Stadtverwaltung
- Er leitet die Sitzungen des Stadtrates
- Er leitet, überwacht und initiiert die städtischen Dienstleistungen und Arbeiten.
- Er veranlasst die öffentlichen Informationen
- Er ist verantwortlich für den städtischen Haushalt
- Er ist Disziplinarvorgesetzter der städtischen Bediensteten
- Er ist Leiter der örtlichen Polizei
- Er leitet bei Katastrophen die notwendigen Hilfsmaßnahmen
- Er ernennt seine Stellvertreter